# Ivo Dos Santos
Ivo dos Santos (ur. 20 października 1985) – australijski judoka. Olimpijczyk z Londynu 2012, gdzie zajął siedemnaste miejsce w wadze półlekkiej.
Uczestnik mistrzostw świata w 2007, 2010 i 2011. Startował w Pucharze Świata w latach 2008 i 2010-2013. Mistrz Wspólnoty Narodów w 2008 i 2010. Zdobył sześć złotych medali mistrzostw Oceanii w latach 2008 - 2014. Mistrz Australii w 2007, 2010, 2012 i 2013 roku.

## Letnie Igrzyska Olimpijskie 2012
| Konkurencja | Eliminacje          | Klas. końcowa |
| Konkurencja | Przeciwnik I        | Miejsce       |
| ----------- | ------------------- | ------------- |
| 66 kg       | Colin Oates (GBR) P | 17.           |